# Esamirim
Esamirim is een kevergeslacht uit de familie van de boktorren (Cerambycidae). De wetenschappelijke naam van het geslacht werd voor het eerst geldig gepubliceerd in 2004 door Martins & Galileo.

## Soorten
Esamirim omvat de volgende soorten:
- Esamirim carinatus Martins & Galileo, 2004
- Esamirim chionides (Bates, 1885)
- Esamirim divisus Martins & Galileo, 2004
- Esamirim fasciatus Martins & Galileo, 2004